# Zespół Folklorystyczny „Kurpiowszczyzna”
Zespół Folklorystyczny „Kurpiowszczyzna” – grupa śpiewaczo-taneczna działająca od 1974 przy Regionalnym Centrum Kultury Kurpiowskiej im. ks. Władysława Skierkowskiego w Myszyńcu, laureat Nagrody im. Oskara Kolberga w 2017. Popularyzuje folklor Puszczy Zielonej. 

## Historia
Zespół (początkowo tylko śpiewaczy) powstał w 1974 z inicjatywy Zofii Warych, Haliny Mówińskiej, Genowefy Rosińskiej, Heleny Glinki, Zofii Staszewskiej, Ireny Tułodzieckiej, Zofii Drzewieckiej, Zofii Sikory, Władysławy Borajkiewicz, Marii Tułodzieckiej i Zofii Krajzy. Kobiety zwróciły się do pracowników Gminnego Ośrodka Kultury w Myszyńcu o pomoc w utworzeniu zespołu z kapelą. Anna Pietrzak i Witold Filipiak zajęli się współtworzeniem zespołu. Zmobilizowali kapelę ze wsi Pełty (Piotr i Czesław Drząszcz). Dołączyli do nich Czesław Popielarczyk i Witold Filipiak. Wkrótce, w kapeli pojawili się Franciszek Golan, Ignacy Zyśk i Bronisław Gołaś.
W 2017 zespół otrzymał Nagrodę im. Oskara Kolberga. 
W październiku 2024 zespół obchodził 50-lecie działalności. Zorganizowano koncert zespołów dziecięcych „Kurpiaki” oraz „Poziomecki”, odprawiono mszę oraz dwukrotnie wystawiono widowisko pt. „Tradycja Kurpsiu, Tradycja” w reżyserii Bartłomieja Ostapczuka. Z okazji jubileuszu RCKK wydało monografię Pół wieku w służbie tradycji. 50-lecie zespołu folklorystycznego „Kurpiowszczyzna” z Myszyńca oraz przygotowało wystawę pod tym samym hasłem. Ponadto Minister Kultury i Dziedzictwa Narodowego wręczył grupie Odznakę Honorową „Zasłużony dla Kultury Polskiej”.   

## Kierownictwo

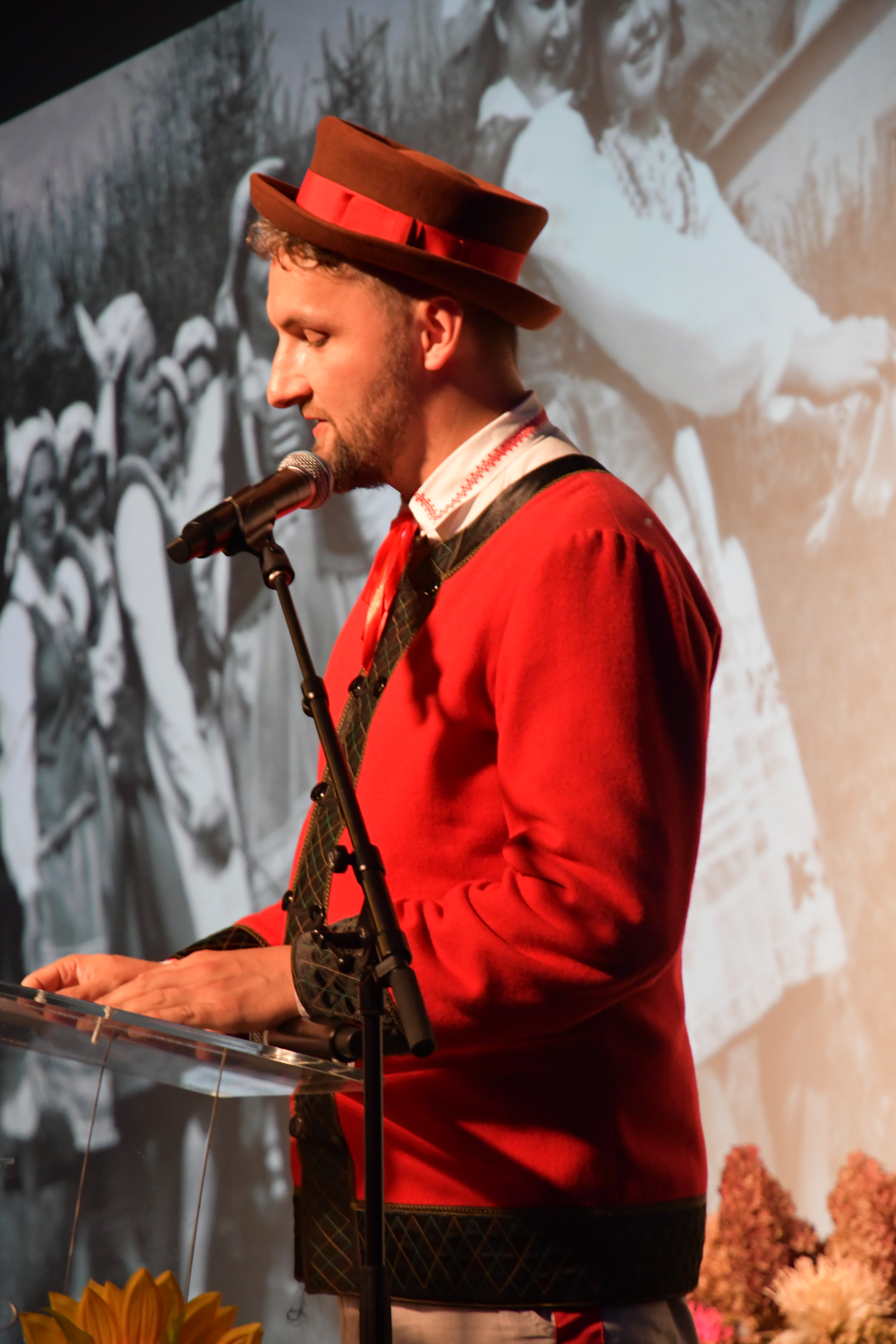
Mariusz Pliszka – kierownik zespołu (2024)

Przez kilka pierwszych miesięcy działalności zespołu funkcję kierownika zespołu piastowała Halina Nysztal – nauczycielka z Myszyńca, późniejsza dyrektorka myszynieckiego Gminnego Ośrodka Kultury. W 1974 funkcję kierownika objął Czesław Popielarczyk – rzemieślnik, muzyk ludowy i członek kapeli zespołu z Myszyńcu. Kierownikiem był do 1980. Przez rok grupie przewodniczył Władysław Piórkowski – ówczesny pracownik Urzędu Gminy Myszyniec. W latach 1981–1982 kierownikiem był Zdzisław Kowalczyk z Myszyńca. Funkcję przejęła Regina Denkiewicz, pracownica administracji państwowej. Na lata 1984–2007 nadzór nad zespołem przejął Andrzej Kaczmarczyk, mieszkaniec Myszyńca-Koryt. Następcą Kaczmarczyka został Przemysław Płocharczyk, którego w 2009 zastąpił dyrektor Miejskiego Ośrodka Kultury Sportu i Rekreacji w Myszyńcu Zdzisław Ścibek. Współcześnie kierownikiem zespołu jest Mariusz Pliszka – instruktor Regionalnego Centrum Kultury Kurpiowskiej im. ks. Władysława Skierkowskiego w Myszyńcu. Zastępcą kierownika jest Z. Ścibek. 

## Repertuar
Zespół od początku działalności ma w repertuarze wyłącznie kurpiowskie tańce i pieśni zaczerpnięte z tradycji rodzinnych starszych członków i członkiń. Śpiewa głosem białym. Tańczy fafura, starą babę, olendra, powolniaka.
Zespół przedstawia widowiska obrzędowe obrazujące kurpiowską kulturę i tradycję. Do najpopularniejszych należą: „Podbzieranie niodu” – spektakl prezentowany każdego roku na ogólnopolskiej imprezie Miodobranie Kurpiowskie w Myszyńcu, „Obrzęd weselny” obrazujący tradycję i zabawy weselne, jak również widowisko „Muzyka na wsi”, które jest zbiorem wielu charakterystycznych tańców i pieśni kurpiowskich.
Od 2010 w każdą pierwszą niedzielę miesiąca zespół przygotowuje msze z elementami gwary kurpiowskiej odprawiane w bazylice w Myszyńcu.
W 2011 wydano płytę zespołu pt. „Tradycyjne ludowe pieśni kurpiowskie”.
W 2022 w ramach obchodów 50-lecia Regionalnego Centrum Kultury Kurpiowskiej im. ks. Władysława Skierkowskiego w Myszyńcu – instytucji, przy której działa zespół, grupa stworzyła widowisko sceniczne pt. „Śnij, Kurpiu Śnij”. Scenarzystą i reżyserem projektu był Bartłomiej Ostapczuk. Spektakl prezentowano wielokrotnie przy okazji innych imprez folklorystycznych, m.in. w czasie rozdania Nagród Prezesa Związku Kurpiów „Kurpiki”. 

## Sukcesy
Autentyzm i sposób pieśni oraz tańców wykonania zwróciły uwagę publiczności i znawców folkloru już w 1974 na Rejonowym Przeglądzie Zespołów Regionalnych w Przasnyszu. Komisja z udziałem Grażyny Dąbrowskiej zakwalifikowała zespół do Ogólnopolskiego Festiwalu Folklorystycznego w Płocku. Studio TVP w Katowicach przygotowało dwudziestominutowy program o zespole (tańce i pieśni) emitowany również w telewizji ogólnopolskiej.
Zespół zdobył m.in.:
- I miejsce na Przeglądzie Zespołów Artystycznych w Olecku (1975),
- II miejsce na Przeglądzie Spółdzielczych Zespołów Artystycznych w Kaliszu (1976),
- Ogólnopolski Festiwal Kapel i Śpiewaków Ludowych w Kazimierzu (1995 i 2007 – nagroda dla kapeli zespołu),
- I nagrodę na Ogólnopolskich Dniach Kultury Kurpiowskiej w Nowogrodzie (1999)[2],
- Nagroda im. Bernarda Kielaka w czasie 39. Kurpiowskich Prezentacji Artystycznych w Ostrołęce (2023)[9].

Zespół był wielokrotnie nagradzany. Otrzymał:
- Dyplom Dziennika Zachodniego w uznaniu wkładu w skarbnicę kultury narodowej (1986),
- Odznakę Wojewody Ostrołęckiego „Za zasługi dla województwa ostrołęckiego” (1996),
- Talar Kurpiowski za wybitne zasługi oraz wieloletnią działalność na rzecz upowszechniania dorobku ks. Władysława Skierkowskiego (2012),
- Nagrodę Prezesa Związku Kurpiów „Kurpik 2013” w kategorii ochrona dziedzictwa kulturowego[10],
- Medal Pamiątkowy „Pro Masovia” nadany przez Marszałka Województwa Mazowieckiego (2014)[2],
- Nagrodę okolicznościową Starosty Ostrołęckiego (2015)[2],

- Nagrodę Marszałka Województwa Mazowieckiego (2015)[11],
- Nagrodę im. Oskara Kolberga za zasługi dla kultury ludowej (2017)[2],
- Odznaka honorowa Ministra Kultury i Dziedzictwa Narodowego „Zasłużony dla Kultury Polskiej” (2024).

Grupa występowała na centralnym Święcie Ludowym w Kaliszu (1978), w Piotrkowie Trybunalskim (1979) oraz w Kolnie (1980). Wielokrotnie brała udział w Dniach Folkloru Kurpiowskiego w Ostrołęce, Święcie Kultury Ludowej w Mrągowie, Ogólnopolskim Konkursie Muzyki i Pieśni Ludowej w Jaśle, Spotkaniach z Folklorem w Toruniu oraz wielu innych konkursach i przeglądach. Z udziałem zespołu odbywały i odbywają się takie cykliczne imprezy: Kurpiowskie Prezentacje Artystyczne, Jarmark Kurpiowski, Miodobranie Kurpiowskie, potańcówki kurpiowskie np. w Myszyńcu czy Czarni. Występował na różnych festiwalach, m.in. we Francji, Niemczech, Włoszech i na Litwie. Zespół ubrał udział w uroczystościach kanonizacyjnych Jana Pawła II w Watykanie w 2014.
Zainteresowanie zespołem wykazało Polskie Radio. Nagrania śpiewu i tańca w wykonaniu zespołu zarchiwizowano też w zbiorach Instytutu Sztuki PAN.

## Galeria

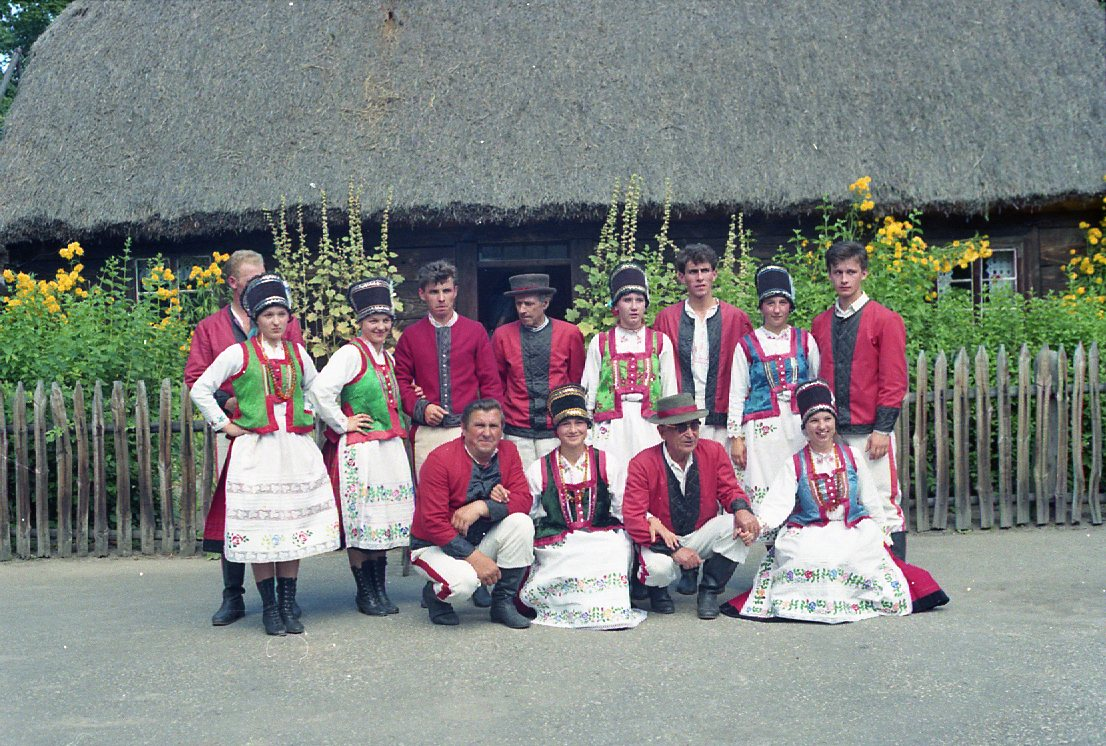
Skład zespołu w latach 80. i 90. XX wieku
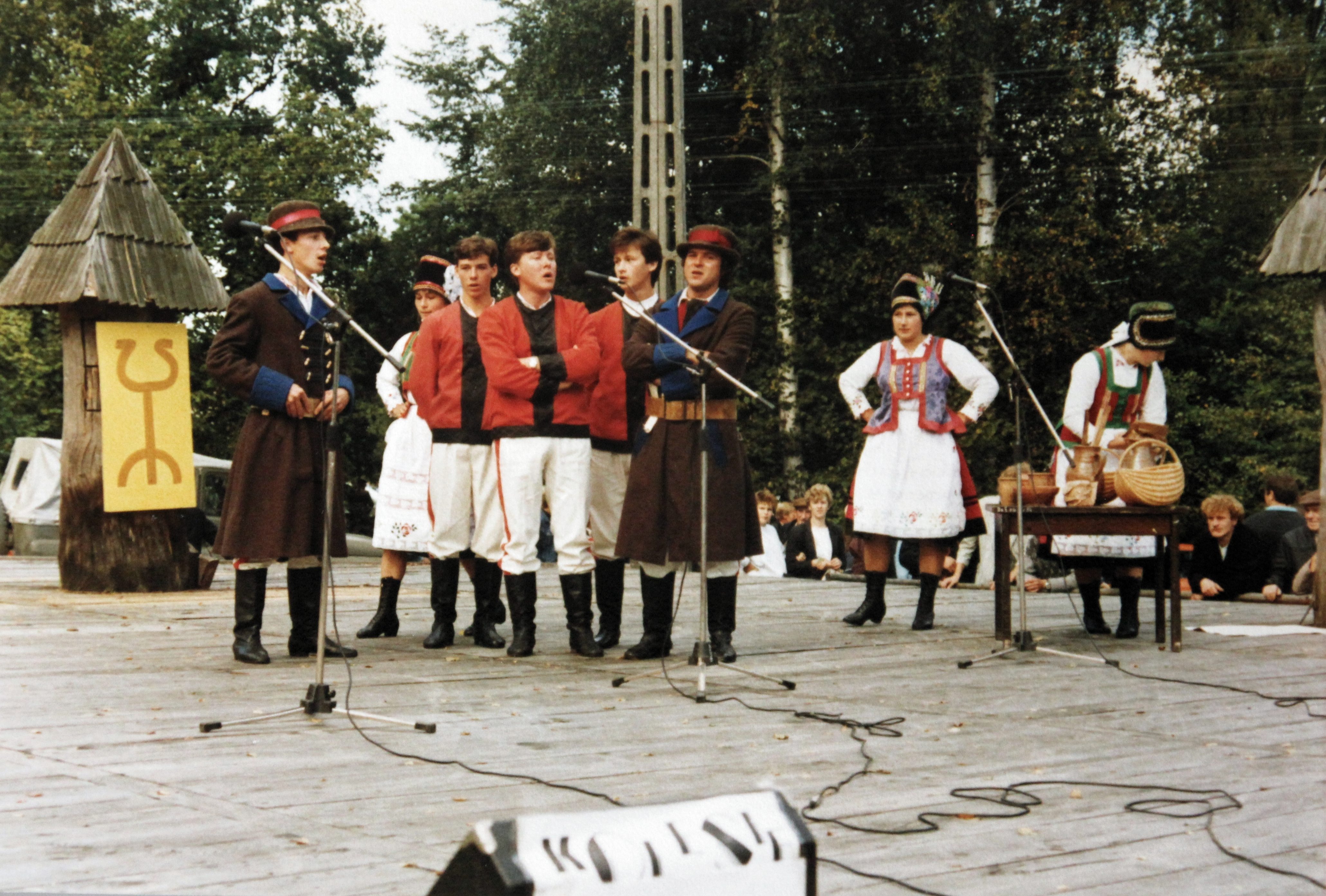
Zespół w czasie Miodobrania Kurpiowskiego (1990)
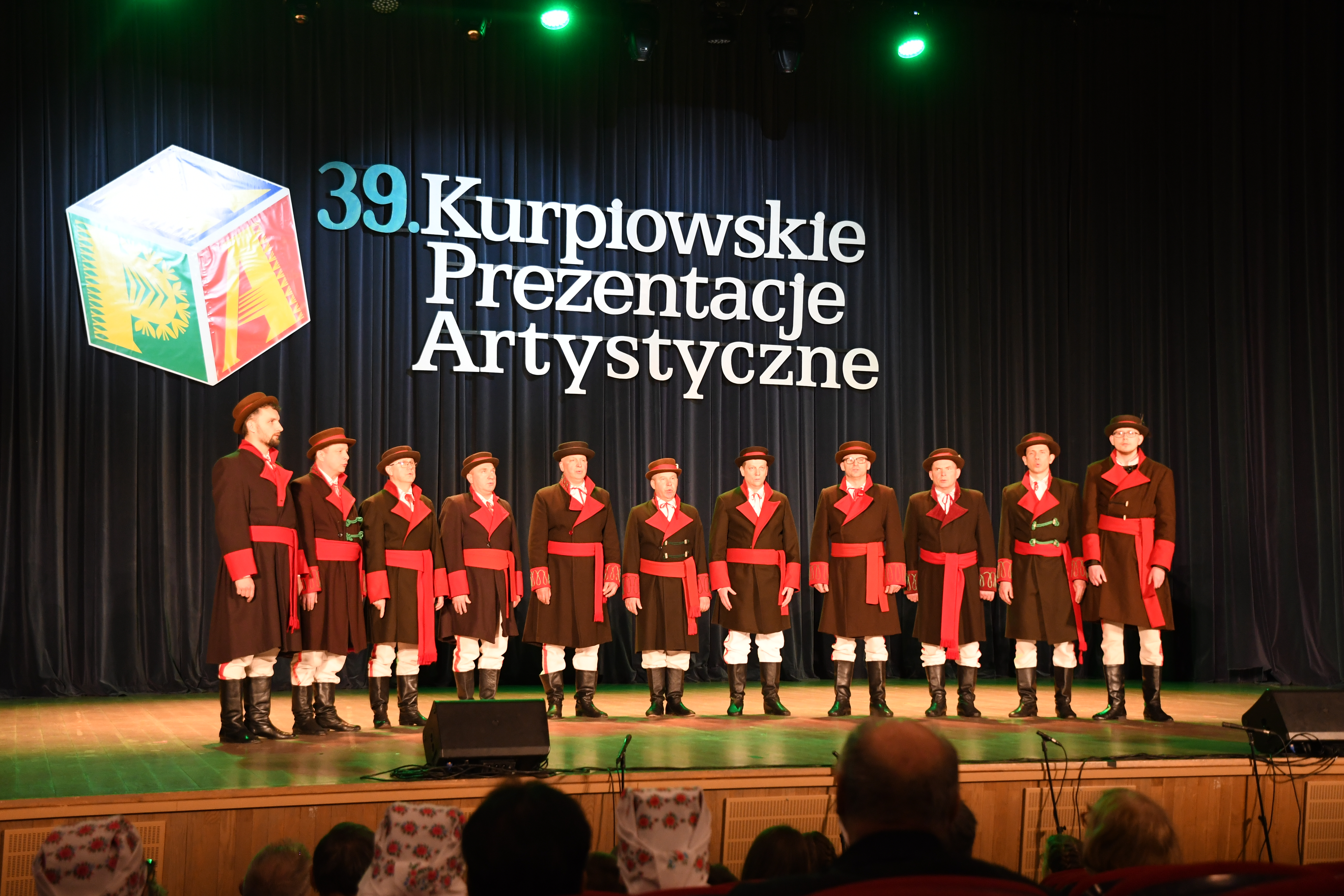
Grupa śpiewacza mężczyzn podczas 39. Kurpiowskich Prezentacji Artystycznych w Ostrołęce (2023)
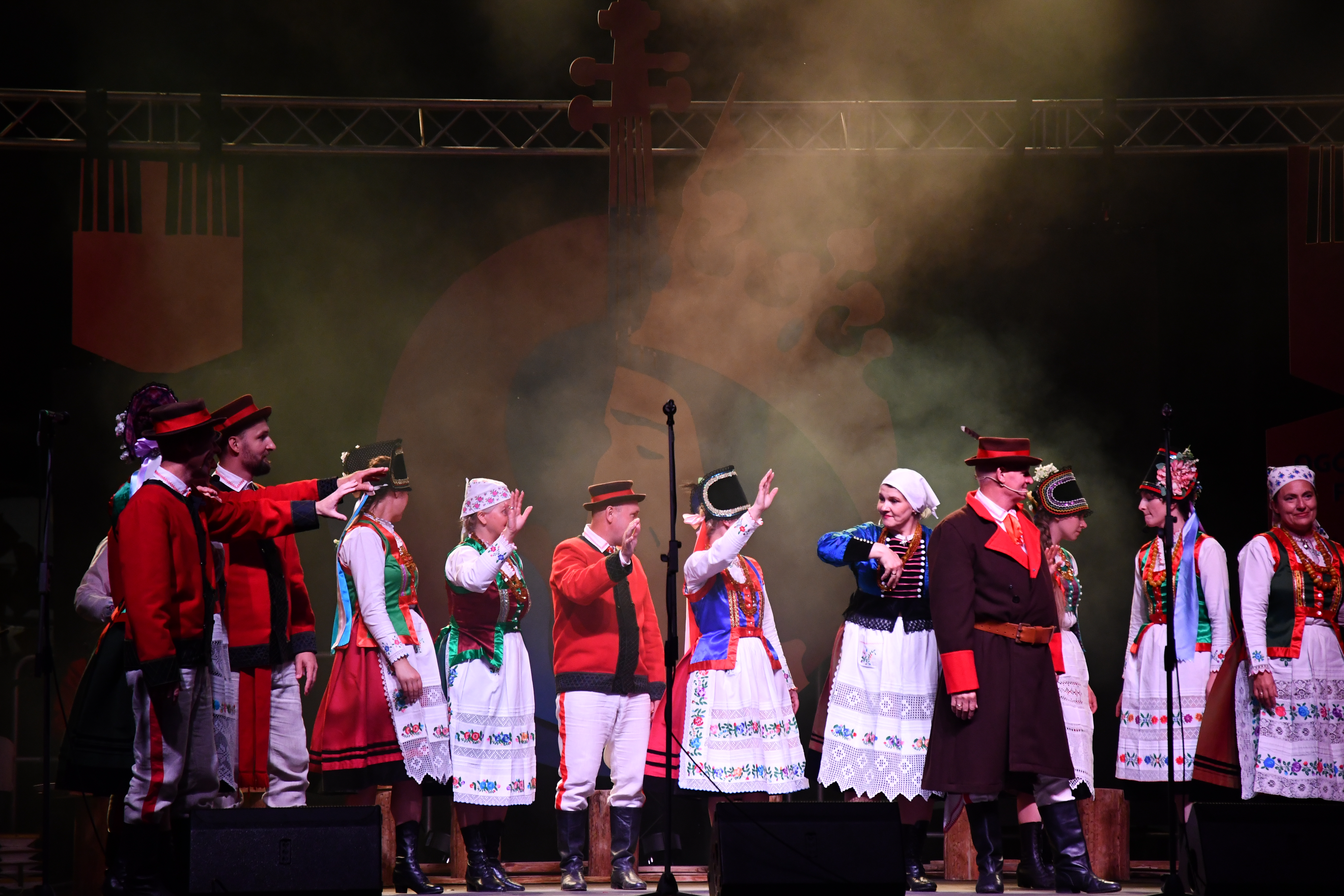
Zespół podczas autorskiego widowiska „Śnij Kurpiu Śnij” w Kazimierzu Dolnym (2023)
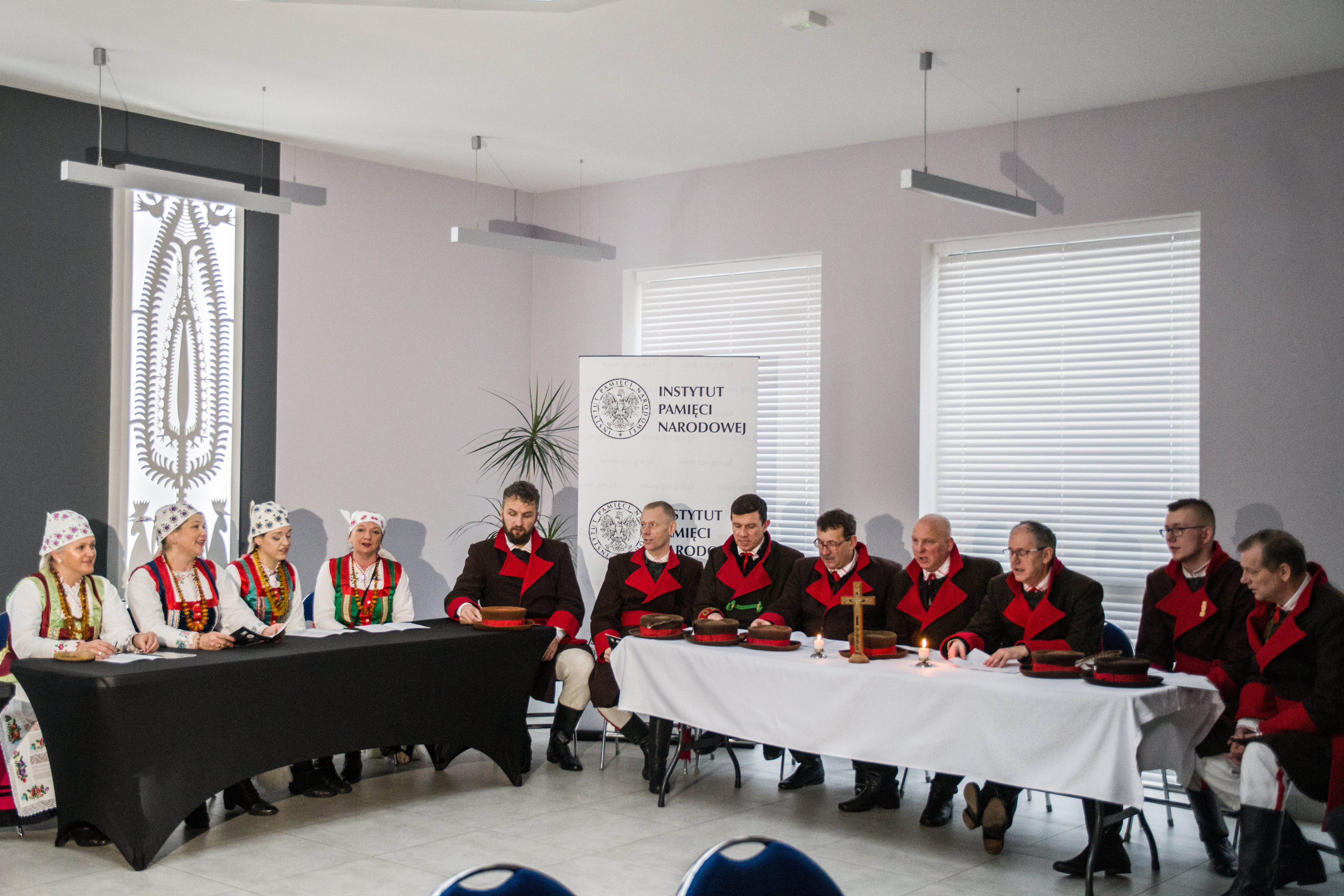
„Kurpiowszczyzna” w czasie pustej nocy w Myszyńcu (2023)
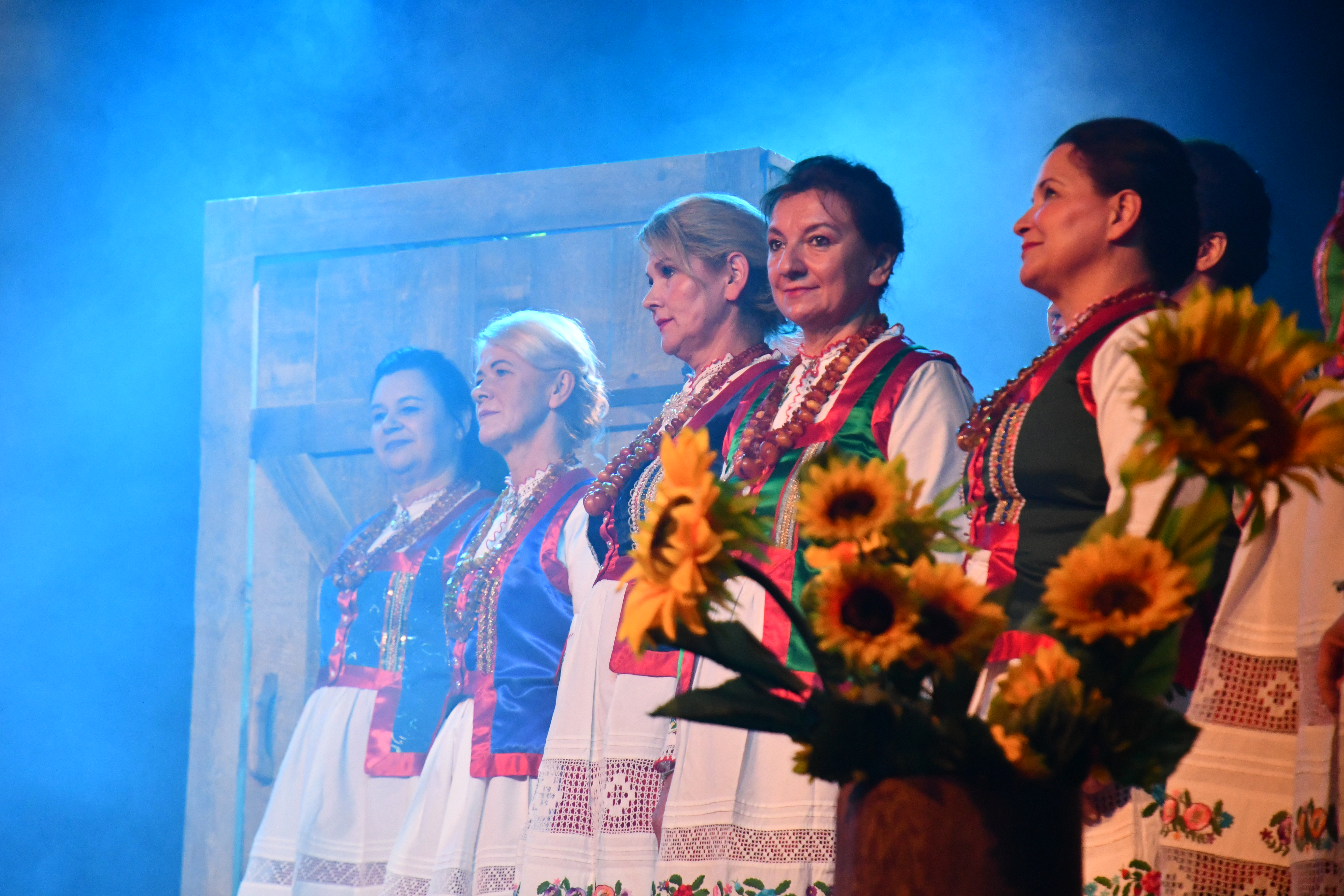
Członkinie zespołu w czasie jubileuszu 50-lecia istnienia grupy (2024)
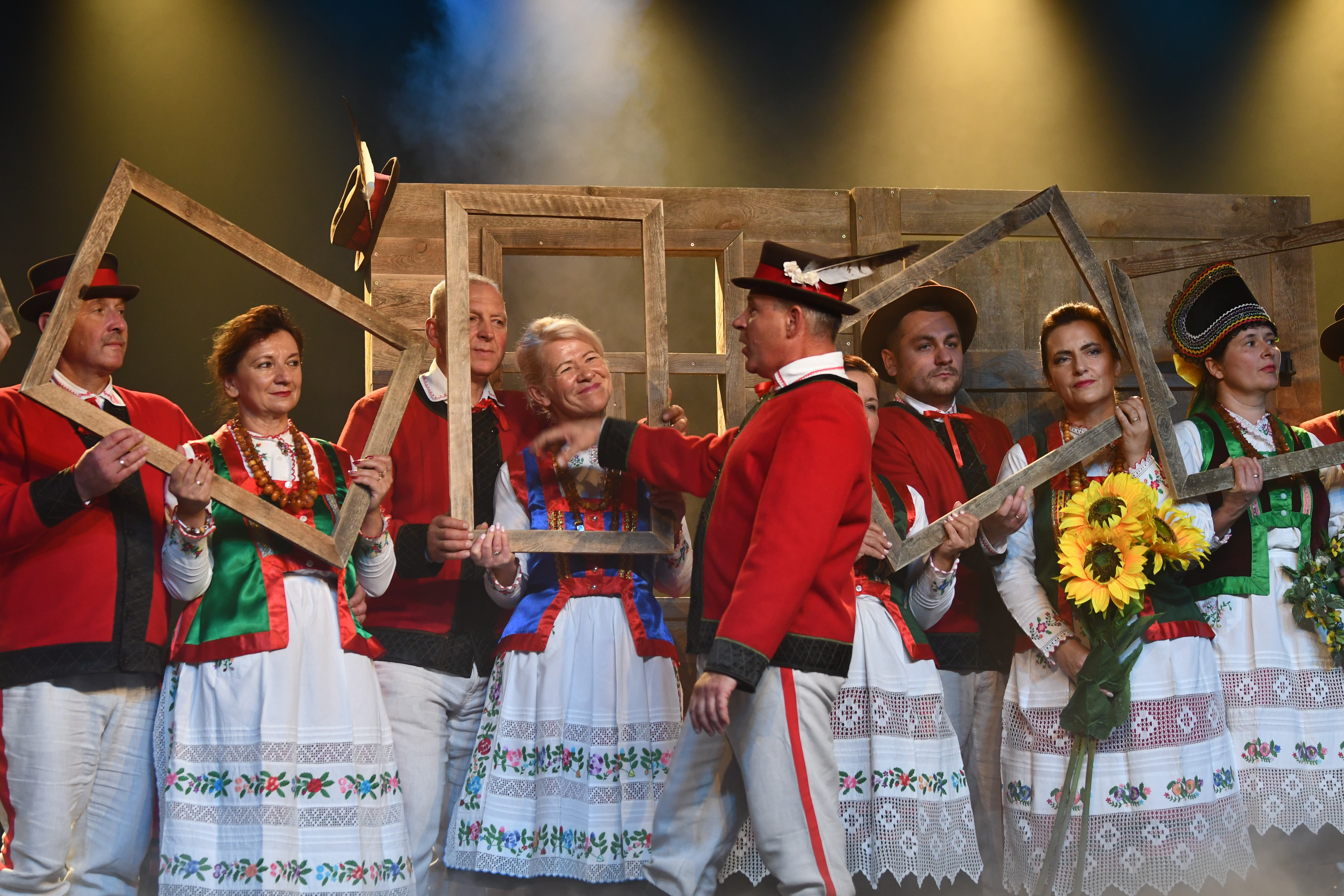
Członkowie zespołu w trakcie widowiska "Tradycja, Kurpsiu Tradycja" (2024)
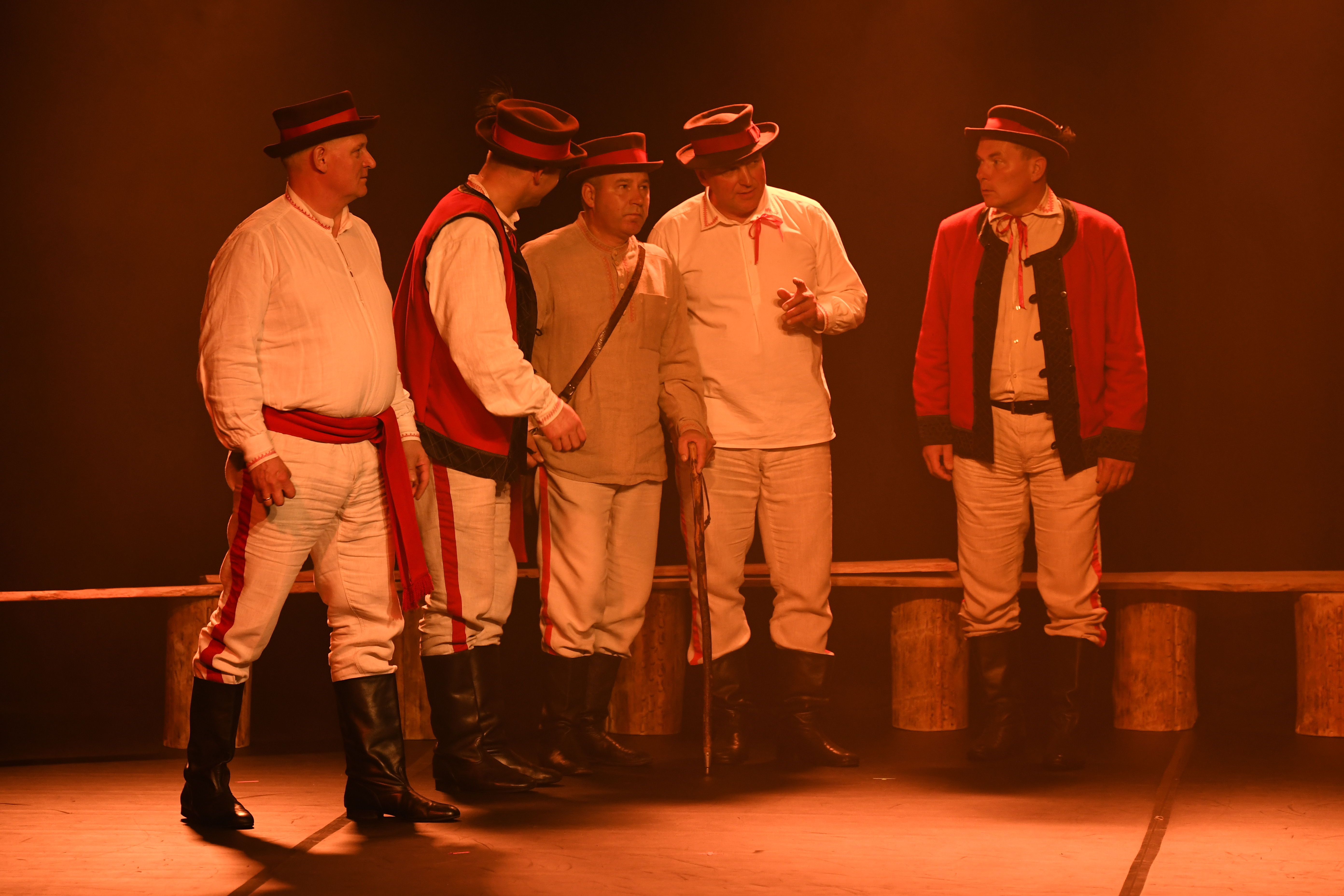
Członkowie zespołu w trakcie widowiska "Śnij, Kurpsiu Śnij" (2022)
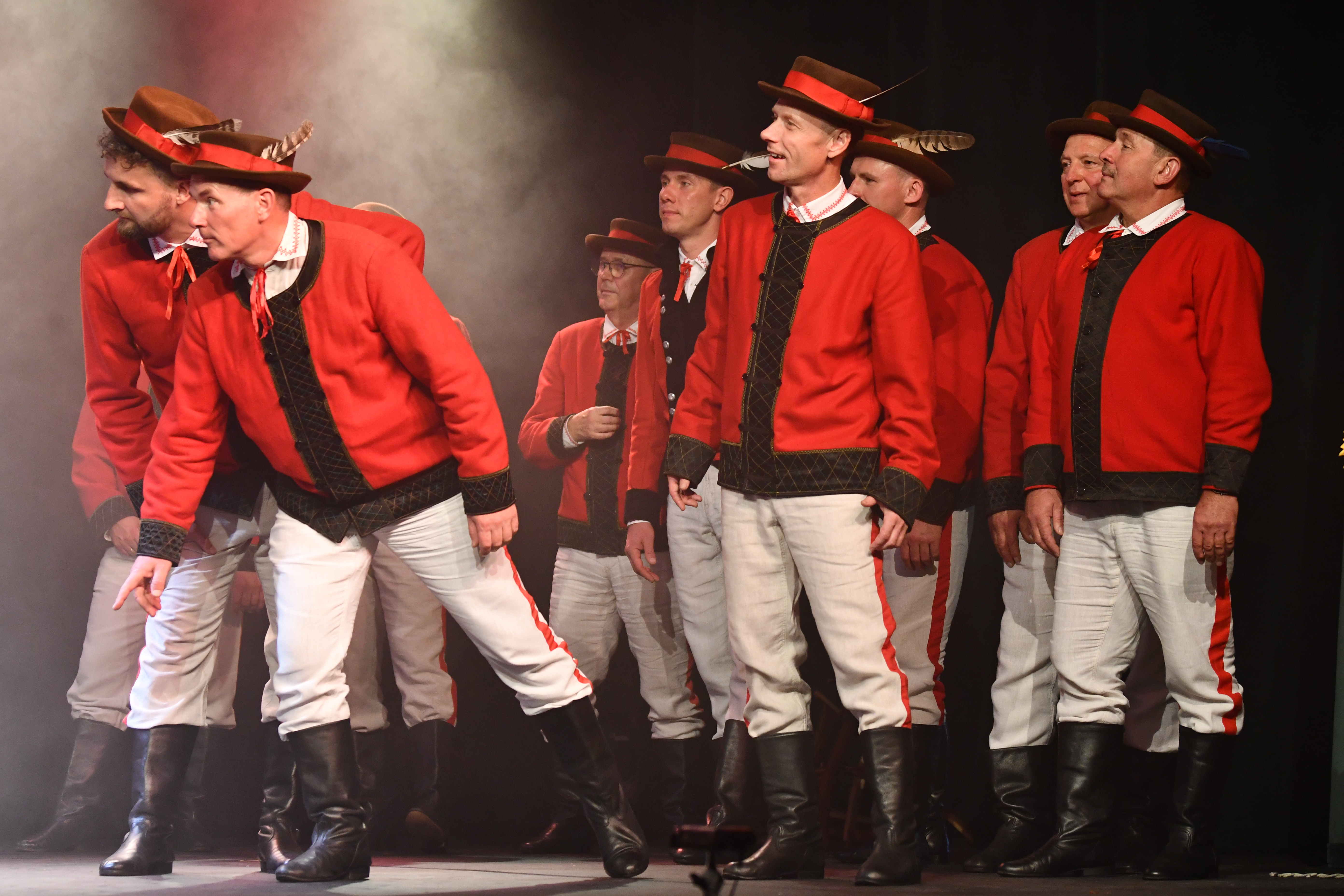
Członkowie zespołu "Kurpiowszczyzna" w trakcie widowiska "Tradycja, Kurpsiu Tradycja" (2024)
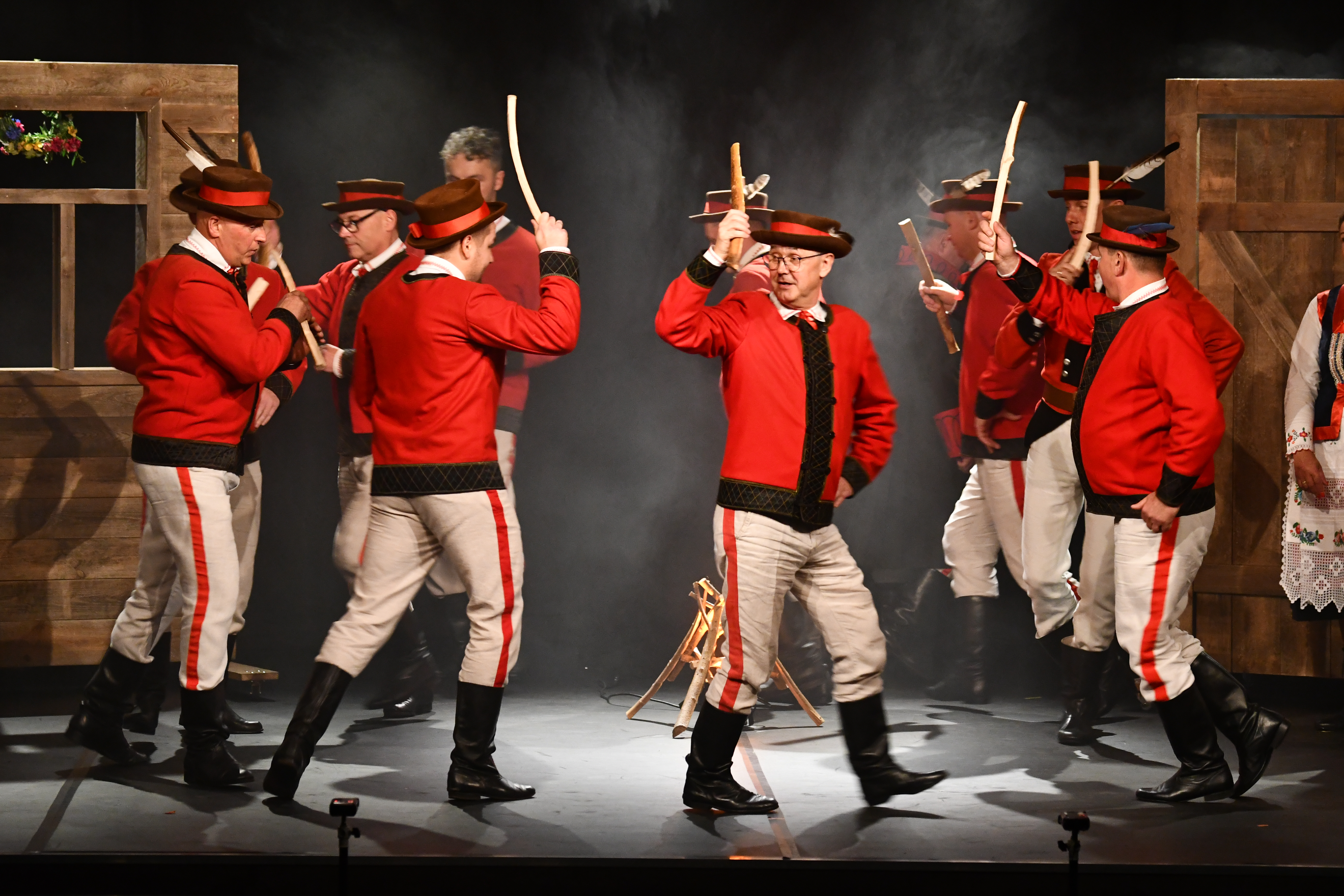
Członkowie zespołu w trakcie widowiska "Tradycja, Kurpsiu Tradycja" (2024)